# Ikarus 214
Ikarus 214 je jugoslavenski dvomotorni zrakoplov koji je bio u službi JRZ-a od 1951. – 1967.

## Dizajn i razvoj
Ikarus 214 je dizajniran od strane konstruktora Sime Milutinovića a izvorno je bio dizajniran kao lako transportni zrakoplov, no kasnije je uglavnom korišten kao školski zrakoplov za obuku pilota bombardera i navigatora danju i noću. Prvi prototip je poletio 1949. a ukupno je izrađena serija od samo 20 zrakoplova tako da 214 nije naišao na širu uporabu u zrakoplovstvu. 1959. neki zrakoplovi su korišteni i za mornaričko izviđanje, no zbog nedostatka potrebne opreme mogao je letjeti izvidničke misije samo danju i to u dobrim meteorološkim uvjetima. 1961. dva zrakoplova su opremljena tako da su mogla vršiti i protupodmorničko izviđanje. Svi zrakoplovi su povučeni iz vojne upotrebe 1967. te su nastavili letjeti u civilnim aero klubovima gdje su korišteni za transport i padobranske skokove. Svi su potpuno povučeni iz upotrebe tijekom 70-ih.
214 su na početku pokretala dva klipna motora Ranger SVG-770 no kasnije tijekom proizvodnje su zamijenjeni Pratt & Whitney R-1340-AN-1 motorima. Glavni kotači podvozja su se uvlačili u kućište motora dok se repni kotač nije uvlačio. 

### Inačice
- Ikarus 214 - prototip s Ranger SVG-770 motorom,
- Ikarus 214D - s Pratt & Whitney R-1340-AN-1 motorom,
- Ikarus 214AS - avion za obuku pilota i navigatora,
- Ikarus 214F - izviđački avion za aerofoto snimanja,
- Ikarus 214PP - protu-podmornički avion,
- Ikarus 214АМ2 - poboljšana inačica protu-podmorničkog aviona.

## Tehničke karakteristike
Osnovne karakteristike
- posada: 1 ili 2 pilota
- kapacitet: 8 putnika
- dužina: 11,2 m
- raspon krila: 16,2 m
- površina krila: 29,8 m2
- visina: 3,95 m

Letne karakteristike
- najveća brzina: 365 km
- dolet: 1.080 km
- najveća visina leta: 7.000 m
- motor: 2 × Pratt & Whitney R-1340-AN-1 motora

Naoružanje
- naoružanje: 3 x 7,9 mm mitraljezi

4 x 50 kg bombe